# Кигач (река)
Кига́ч (каз. Қиғáш) — рукав нижнего течения Волги. Протекает по территории Атырауской области Казахстана и Астраханской области России. Впадает в реку Широкую в районе села Кудряшово. Расход воды 150 кубических метров в секунду.
С Кигача начинается отбор воды для стратегического водовода «Волга—Мангышлак», для обеспечения потребности в пресной воде безводной Мангистауской области Казахстана. Место рыболовства в России и в Казахстане.
В октябре 2006 года через реку Кигач был построен и сдан в эксплуатацию автомобильный мост, соединивший российский и казахстанский участки автодороги Астрахань—Атырау А-340.
В 11 км к северу от посёлка Байбек, расположенного на реке Кигач, находится раненеолитическая стоянка Байбек.
У реки находятся село Бокейхан и село Подчалык.